# Ostatnie polowanie (film 1982)
Ostatnie polowanie (ros. Последняя охота) – radziecki krótkometrażowy film animowany z 1982 roku w reżyserii Walentina Karawajewa. Scenariusz napisał Teodor Wulfowicz.

## Animatorzy
Jurij Batanin, Anatolij Abarienow, Wioletta Kolesnikowa, Galina Karawajewa, Elwira Masłowa, Jurij Kuziurin